# Acesso Total: Botafogo
Acesso Total: Botafogo é uma série documental esportiva. Produzida pela SP2 Brazil e exibida pelo sportv e pelo Globoplay, acompanha os bastidores do clube de futebol brasileiro Botafogo de Futebol e Regatas ao longo do ano de 2021. Conta como a segunda temporada da série Acesso Total, que em 2020 abordou o dia a dia do Sport Club Corinthians Paulista.

## Produção
Em meados de 2021, foi divulgado pela imprensa que uma série documental mostrando os bastidores do Botafogo estava sendo gravada desde o início do ano. Com o nome provisório de Botafogo - Com a alma e o coração, os produtores do conteúdo estariam conversando com plataformas de streaming, como a Netflix e a Amazon Prime, para a divulgação do conteúdo para 2022. A obra chegou a ser comparada com a série documental Sunderland Até Morrer, exibida pela Netflix.
No final de outubro, foi confirmado que a série teria oito episódios e seria transmitida pelo sportv e pelo Globoplay, com estreia definida já para o final de 2021. No mês seguinte, foi revelado por Marcos Botelho, head de mídia e conteúdo do sportv, que o documentário faria parte da série "Acesso Total".

## Sinopse
A série documental mostra os bastidores do Botafogo (um dos clubes mais tradicionais do Brasil) em 2021, desde o rebaixamento no Brasileirão até a campanha na Série B que culminou no retorno à elite do futebol brasileiro.

## Episódios
| N.º na série | N.º na temp. | Título                                      | Dirigido por              | Escrito por     | Exibição original      |
| --- | ------------ | ------------------------------------------- | ------------------------- | --------------- | ---------------------- |
| 6 | 1            | "Caiu de novo. E agora?"                    | Flavio Winter e AB Ferraz | Gustavo Machado | 23 de novembro de 2021 |
| O Botafogo é rebaixado, pela terceira vez, para a Série B. O clube passa por uma restruturação e aposta no trabalho do técnico Marcelo Chamusca para o retorno à elite do futebol. Mas nem tudo dá certo. |              |                                             |                           |                 |                        |
| 7 | 2            | "A chegada do CEO. O que muda?"             | Flavio Winter e AB Ferraz | Gustavo Machado | 30 de novembro de 2021 |
| Com dívida milionária, clube contrata Jorge Braga para a parte financeira. 91 funcionários são demitidos. Jogadores ficam abalados. Trabalho do técnico Chamusca recebe críticas.                         |              |                                             |                           |                 |                        |
| 8 | 3            | "A demissão de Chamusca"                    | Flavio Winter e AB Ferraz | Gustavo Machado | 3 de dezembro de 2021  |
| Botafogo vai mal na Série B. Torcida organizada se reúne com jogadores para cobranças. O clima fica tenso. O técnico Marcelo Chamusca é demitido.                                                         |              |                                             |                           |                 |                        |
| 9 | 4            | "A era Enderson Moreira. Um novo Botafogo?" | Flavio Winter e AB Ferraz | Gustavo Machado | 7 de dezembro de 2021  |
| O técnico Enderson Moreira é apresentado. O time começa a embalar. Vence o clássico contra o Vasco, no primeiro turno, e começa a olhar para a parte de cima da tabela.                                   |              |                                             |                           |                 |                        |
| 10 | 5            | "Um argentino com coração botafoguense"     | Flavio Winter e AB Ferraz | Gustavo Machado | 10 de dezembro de 2021 |
| Demitido em 2020, Joel Carli volta ao Botafogo e é fundamental na arrancada do time. Diretoria negocia novo contrato com Rafael Navarro. Botafogo vence o líder da competição.                            |              |                                             |                           |                 |                        |
| 11 | 6            | "O amor pelo Botafogo: a volta de Rafael"   | Flavio Winter e AB Ferraz | Gustavo Machado | 14 de dezembro de 2021 |
| Rafael destacou-se no Manchester United, mas sonhava jogar pelo Botafogo. Sem dinheiro, clube recebe ajuda financeira de torcedores. Instabilidade no time e acesso fica em dúvida.                       |              |                                             |                           |                 |                        |
| 12 | 7            | "Pedras no caminho"                         | Flavio Winter e AB Ferraz | Gustavo Machado | 17 de dezembro de 2021 |
| Jogadores cobram diretos de imagem atrasados e ameaçam não jogar. Chay sente fortes dores no joelho e precisa de tratamento médico. Botafogo goleia o Vasco e é líder da Série B.                         |              |                                             |                           |                 |                        |
| 13 | 8            | "Estamos de volta"                          | Flavio Winter e AB Ferraz | Gustavo Machado | 21 de dezembro de 2021 |
| Depois de uma recuperação histórica, o Botafogo está de volta à Série A, com direito ao título. Kanu visita o futuro CT da base. Diretoria discute os próximos passos e o que esperar de 2022.            |              |                                             |                           |                 |                        |

## Recepção e crítica
A série foi apontada pelo O Globo como um "marco e documento histórico sobre como futebol é feito de verdade no Brasil", através de crítica de Thales Machado. Segundo o jornalista, o documentário destaca acertos e erros de jogadores e dirigentes, ressaltando que nunca antes um clube de futebol brasileiro se abriu tanto para um produto midiático, apontando que o Corinthians, time retratado na primeira temporada do Acesso Total, o fez com muito mais restrições. 
Como protagonista da série, aponta-se Durcesio Mello, presidente do Botafogo à época, que carrega traços de um dirigente amador enquanto trabalha para abrir o clube à gestão profissional, tornando-se uma figura dúbia e curiosa, mostrando ao mesmo tempo esperteza e atitudes de bom coração. Além dele, Machado destaca também personagens como Eduardo Freeland, diretor de futebol, e os jogadores Carli e Kanu.

## Prêmios e indicações
| Ano  | Prêmio                            | Categoria                         | Resultado | Ref.              |
| ---- | --------------------------------- | --------------------------------- | --------- | ----------------- |
| 2022 | New York Festivals TV&Film Awards | Melhor Série Documental Esportiva | Prata     | [ 7 ] [ 8 ] [ 9 ] |
| 2022 | Los Angeles Film Awards           | Melhor Série Documentário         | Venceu    | [ 10 ] [ 11 ]     |
| 2022 | Sportfilm Festival Liberec        | Melhor Documentário               | Indicado  | [ 12 ] [ 13 ]     |